# Meistriliiga (Eishockey) 2007/08
Die Saison 2007/08 war die 18. Spielzeit der Meistriliiga, der höchsten estnischen Eishockeyspielklasse. Meister wurde Tartu Kalev-Välk.

## Modus
In der Hauptrunde absolvierten die sechs Mannschaften jeweils 20 Spiele. Der Erstplatzierte der Hauptrunde wurde Meister. Für einen Sieg nach regulärer Spielzeit erhielt jede Mannschaft drei Punkte, für einen Sieg nach Overtime zwei Punkte, bei einem Unentschieden und einer Niederlage nach Overtime gab es ein Punkt und bei einer Niederlage nach regulärer Spielzeit null Punkte.

## Hauptrunde
|    | Klub                      | Sp | S  | OTS | U | OTN | N  | Tore   | Punkte |
| -- | ------------------------- | -- | -- | --- | - | --- | -- | ------ | ------ |
| 1. | Tartu Kalev-Välk          | 20 | 16 | 2   | 0 | 0   | 2  | 190:51 | 52     |
| 2. | Tallinn Stars             | 20 | 16 | 0   | 0 | 2   | 2  | 176:54 | 50     |
| 3. | Narva PSK                 | 20 | 13 | 1   | 0 | 0   | 6  | 100:66 | 41     |
| 4. | Purikad Tallinn           | 20 | 7  | 0   | 0 | 0   | 13 | 87:132 | 21     |
| 5. | Eesti Noortekoondis       | 20 | 4  | 0   | 0 | 0   | 16 | 73:163 | 12     |
| 6. | Kohtla-Järve Viru Sputnik | 20 | 1  | 0   | 0 | 1   | 18 | 50:210 | 4      |

Sp = Spiele, S = Siege, U = Unentschieden, N = Niederlagen, OTS = Overtime-Siege, OTN = Overtime-Niederlage

## Eesti Superkarikas
Am Saisonende traf der estnische Meister, Tartu Kalev-Välk, im Supercup-Finale auf den einzigen Proficlub des Landes, die Tartu Big Diamonds, der während der Saison an der lettischen Meisterschaft teilgenommen hatte.
| 5. April 2008 | Tartu Kalev-Välk | 2:4 (0:2,1:2,1:0) | Tartu Big Diamonds | Lõunakeskuse jäähall, Tartu |